# ロジェリオ・サンパイオ
ロジェリオ・サンパイオ（Rogério Sampaio Cardoso、 1967年9月12日 - ）は、ブラジル・サンパウロ州サントス出身の柔道家。
兄リカルドは1988年ソウルオリンピックに出場し20位となった。

## 経歴
ロジェリオの母親は、柔道は落ち着きと規律を学ぶと考えて4歳から始めさせた。
1992年バルセロナオリンピックで金メダルを獲得、1993年世界柔道選手権大会では71kg以下級で銅メダルを獲得した。
しかし以後はケガに悩まされ、1995年のパンアメリカン競技大会や1996年アトランタオリンピックには出場できずDanielle Zangrandoのコーチやテレビのコメンテーターとして観戦することとなった。
1998年に現役を退きサントスで道場を経営、レアンドロ・ギルヘイロを輩出した。

## 主な戦績
- 1986年 -ドイツ国際　2位
- 1986年 - 東ドイツ国際　3位
- 1986年 - オランダ国際　2位
- 1986年 - 世界ジュニア　5位
- 1986年 - パンナム選手権　優勝
- 1988年 -ハンガリー国際　3位
- 1988年 - チェコ国際　3位
- 1988年 - パンナム選手権 優勝
- 1989年 - ブルガリア国際　3位
- 1989年 - ドイツ国際　2位
- 1992年 - オーストリア国際　優勝
- 1992年 - バルセロナオリンピック　優勝
- 1993年 - ポーランド国際　3位
- 1993年 - 世界選手権　3位
- 1994年 - 世界学生　3位